# Masao Uchino
Masao Uchino (内野正雄?, Uchino Masao; 21 aprile 1934 – 2013) è stato un calciatore giapponese, di ruolo attaccante.

## Statistiche

### Presenze e reti nei club
| Stagione | Squadra                  | Campionato | Campionato | Campionato |
| Stagione | Squadra                  | Comp       | Pres       | Reti       |
| -------- | ------------------------ | ---------- | ---------- | ---------- |
| 1965     | Furukawa Electric        | JSL        | ?          | 1          |
| 1966     | Furukawa Electric        | JSL        | ?          | 5          |
| 1967     | Furukawa Electric        | JSL        | ?          | 7          |
| 1968     | Furukawa Electric        | JSL        | ?          | 5          |
| 1969     | Furukawa Electric        | JSL        | ?          | 1          |
|          | Totale Furukawa Electric |            | 47         | 19         |

## Palmarès

### Giocatore

#### Competizioni nazionali
- Coppa dell'Imperatore: 3

Furukawa Electric: 1960, 1961, 1964